# Diplolaemus
Diplolaemus es un género de lagartos de la familia Leiosauridae.
Se distribuyen por Argentina y Chile.

## Especies
Listadas alfabéticamente:
- Diplolaemus bibronii Bell, 1843
- Diplolaemus darwinii Bell, 1843
- Diplolaemus leopardinus (Werner, 1898)
- Diplolaemus sexcinctus Cei, Scolaro & Videla, 2003
- Diplolaemus vulcanus Vrdoljak, Sánchez, González-Marín, Morando & Avila, 2025[2]